# 洱海
洱海（白語：Ait·hait/Aix·god/Hhait hait/Hhaix·god）是位于中国云南省大理白族自治州大理市西北部的湖泊，北起大理市上关镇，南至下关街道。古代文献又称洱河、西洱河、叶榆河、叶榆泽、弥河、昆明川、昆明池等，为云南省第二大淡水湖，中国第七大淡水湖。湖面面积约为252平方公里，最大湖深达21.3米，平均湖深为10.6米。
洱海发源于洱源县茈碧湖，源头出自黑谷山，唯一出水口在下关镇附近，经西洱河流出。

## 词源
汉唐时期，昆明夷居住在今洱海地区，昆明夷之“昆明”又作“昆弥”，后有文献将“弭”通“弥”，“弭”又被记作“渳”，然后简化为“洱”，故此有了“西洱河”、“洱海”等称呼:45。
因古时南方汉人不辨“泽”、“河”二字，因此洱海也被称为“西洱河”、“叶榆河”:44。

## 地理
洱海属于澜沧江水系，为澜沧江支流漾濞江上游湖泊。亚热带高原季风性湿润气候，位于东经100°05′至100°17′，北纬25°36′至25°58′之间，湖泊呈南北长、东西窄的条带状，湖盆剖面为深碟形。洱海流域面积2565平方千米，在海防高程1974米时，水面面积249.8平方千米，平均水深10.5米左右，最大水深20.9米，南北长约42.6公里，东西最大宽度约9公里，湖水透明度180至660厘米，库容约28.8亿立方米。湖面风浪较小，沿岸地势平缓。
1978年南京地理院调查显示，洱海鱼类有九科35种，土著种有21种。洱海水禽有45种及亚种，留鸟13种，候鸟24种，旅鸟8种，合计有8目10科28属。洱海水生植物有32种。

### 河流水系
洱海主要水源来自降水，入湖河流大小共有117条。北有茈碧湖、洱源西湖、海西海、经洱源盆地、邓川盆地分别由弥苴河、罗时江、水安江汇入；西部有苍山十八溪；南部有波罗江；东部有海潮河、凤尾箐、玉龙河等汇入。洱海唯一的天然出水口是西洱河，流入黑惠江后到漾濞县平坡与漾濞江汇合，再汇入澜沧江。

## 成因推测

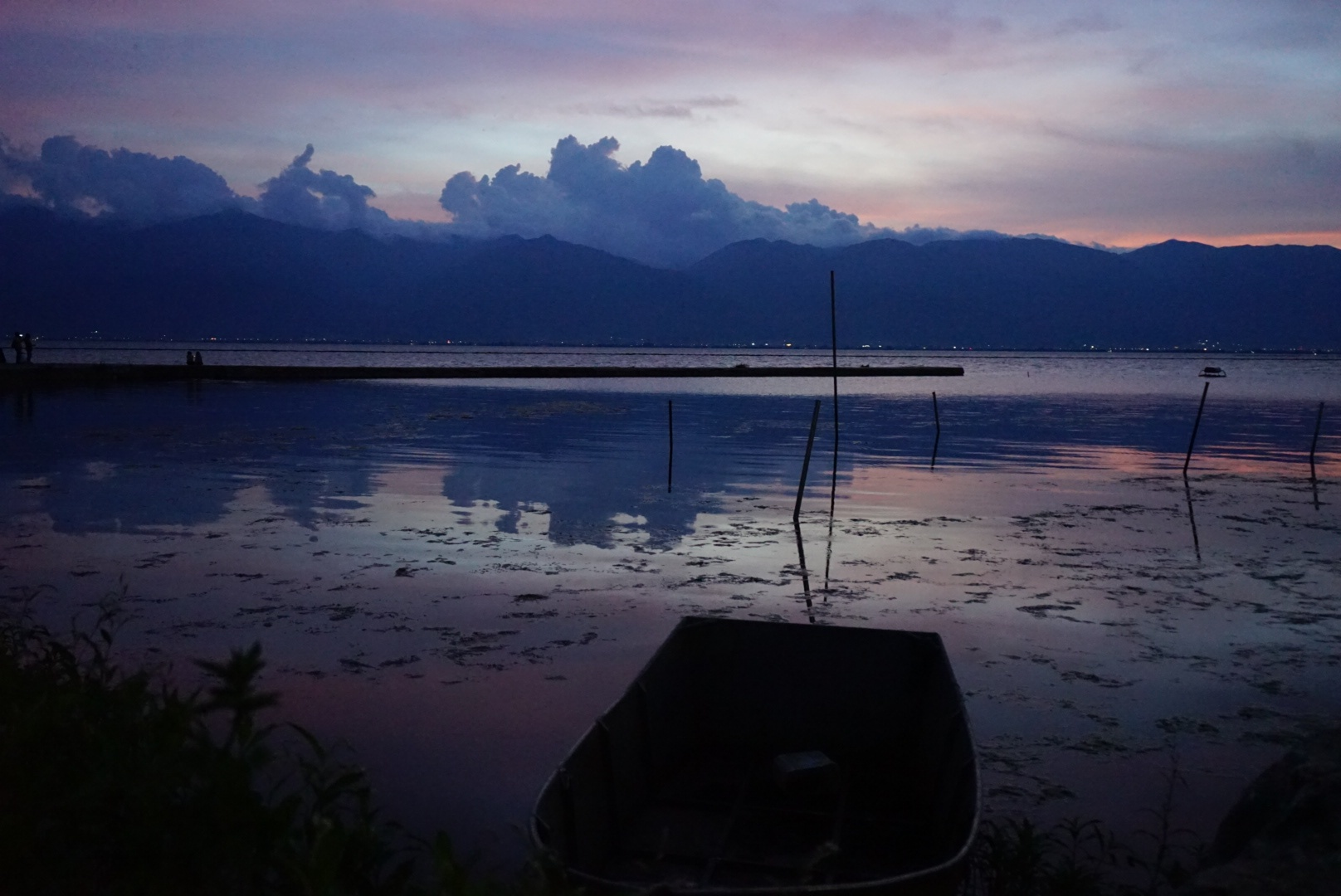
洱海在傍晚時分的景色。

洱海地处澜沧江、金沙江、元江三大江分水岭地带，西有点苍山，东有玉案山，属于典型内陆断陷盆地，地势西高东低，由西北向东南呈现一个不规则的狭长带。
洱海形成约在更新世早期，初为浅水湖泊，中晚更新世时，盆地深陷，湖面扩大，与北部古邓川湖和南部古风仪湖成串状连通。全新世以后，又经历地壳下陷与沉积充填，而后，由于入湖三角洲发育，风仪湖消失，邓川湖分离，遂形成今天的湖形。

## 人文旅游
洱海有三岛、四洲、九曲之胜；又是大理“风花雪月”四景之一“洱海月”之所在。洱海水质优良，水产资源丰富，同时也是一个有着迤逦风光的风景区。
洱海流域被认为是中国西南边疆开发最早的地区之一。滨湖带的考古发掘推测早在新石器时期就有人类活动出现。汉代这里成为西南丝绸之路的枢纽，发展出后来的茶马古道。唐代时南诏国和后来的大理国便出现在该区域。留下了太和城遗址、崇圣寺三塔等。周遭原住民为白族。

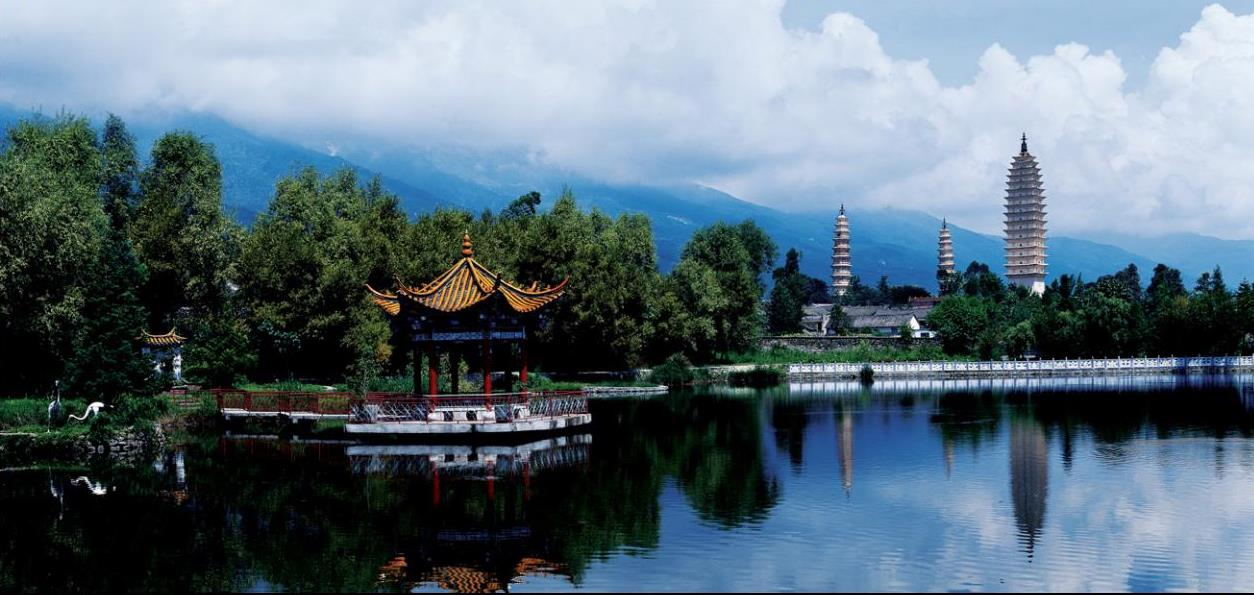
三塔倒影公园

| - 大理古城 - 南诏德化碑 - 元世祖平云南碑 - 太和城遗址 - 龙首城遗址 | - 崇圣寺 - 无为寺 - 佛图寺塔 - 蝴蝶泉 - 喜洲白族古建筑群 | - 上关镇 - 金梭岛遗址，银梭岛遗址 - 南诏风情岛 |

## 環保整頓
在1981年以前，洱海水质良好，污染较轻，属于贫-中营养型湖泊。1988年制定了《洱海保护管理条例》。1990年代后洱海富营养化急剧发展。1996年首次发生大规模的螺旋鱼腥藻水华，1998年再次发生以卷曲鱼腥藻为主的蓝藻水华，此后蓝藻水华在局部湖区时有发生。水体中的氮磷营养盐浓度逐年增加，湖泊调查显示，到了2008年，洱海已处于富营养化水平。
洱海水质的恶化受到了社会经济高速发展和气候变暖的双重压力。较长的雨季（5月至10月）导致洱海暴雨径流污染严重，而夏季的风速最小也有利于蓝藻水华的暴发。
2017年3月31日，云南大理市政府發布《大理市人民政府关于开展洱海流域水生态保护区核心区餐饮客栈服务业专项整治的通告》，被称为“史上最严洱海治理令”。之后位于洱海流域水生态保护区核心区的1900户餐饮客栈经营户按照要求停业整治，其中餐饮704户，客栈1196户，并由执法小组逐户核查；2017年8月14日起，仅111户符合条件的餐饮客栈开始恢复营业，其中餐饮33户，客栈78户。
2018年三线划定方案出爐，是比三號公告更嚴的整治方案，限定湖邊15米之內藍線區旅遊設施要強拆，粗估1500間客棧會被拆除，許多投資人一夕化為泡影。大理市委书记高志宏承认，在客栈的发展过程中，规划和审批存在滞后的问题，客棧增速驚人，而停止發證後有一種無證營業也沒關係的流言在市內傳播，導致一些投資人誤信而繼續建造，直到政府下重手後他們才抱怨投資全毀，高志宏認為這些客棧老闆自己要有一半以上責任。

## 文化
在人民版九年义务教育2019年版四年级上学期语文教科书文章“走月亮”中有提到洱海。

## 延伸阅读
[在维基数据编辑]
 《欽定古今圖書集成·方輿彙編·山川典·西洱海部》，出自陈梦雷《古今圖書集成》